# Saaleradweg
De Saaleradweg (Saalefietsroute) is een langeafstandsfietsroute in Duitsland. De route volgt de rivier de Saale van de bron in het Fichtelgebergte tot de monding in de Elbe. De route is bewegwijzerd in twee richtingen. Nabij de bron bij Zell kan worden aangesloten op de Burgenstraße. De route kruist de EuroVelo EV13 IJzerengordijnpad in Hirschberg. Tussen Bernburg en Nienburg loopt de EuroVelo EV2 Hoofdstedenroute parallel mee. Bij de monding in Barby sluit de route aan op de Elberadweg.
Van Bernburg tot beginpunt Zell is de route onderdeel van de landelijke route D11 - Oostzee-Oberbayern.

## Aansluitingen met Europese routes
- In Hirschberg kruist de route de EuroVelo EV13 IJzerengordijnpad.
- Tussen Bernburg en Nienburg loopt de route parallel met de EuroVelo EV2 Hoofdstedenroute.

## Aansluitingen met andere routes
- Bij Zell kan worden aangesloten op de Burgenstraße.
- In Barby sluit de route aan op de Elberadweg.
- Langs de  zijrivier  de Ilm loopt ook een langeafstands-fietsroute,  de Ilmtal-Radweg. Deze is 123 km lang, en leidt langs talrijke bezienswaardigheden, waaronder de stad Weimar, enige kastelen,  kleine musea, kuuroorden waaronder Bad Berka en oude kerken. De route begint in het plaatsje Allzunah bij de bron van de Ilm en eindigt dicht bij Großheringen in Kaatschen-Weichau.
- Bij Blankenstein (Thüringen) kan worden aangesloten op de, vanwege hoogteverschillen tamelijk zware, over bergkammen lopende, 200 km lange Rennsteig-Radwanderweg, die grofweg parallel loopt aan de historische wandelroute Rennsteig.